# Цень Цань
Цень Цань (*岑參, 715 —770) — китайський поет та державний службовець часів династії Тан.

## Життєпис
Походив із впливової чиновницької родини Цень. народився у 715 році у м. Цзянлін (сучасна провінція Хубей). Дитиною перебрався разом із батьком Цень Чжи до м. Цінчжоу, губернатором якого того було призначено. У 725 році втратив батька. В результаті родина опинилася у скрутному становищі. У 829 році переїхав до Денфена (сучасна провінція Хенань). Ретельно вивчав класичні тексти. У 744 році переїздить до столиці Чан'ань, де з успіхом складає імператорський іспит й отримує вищу вчену ступінь цзіньши. У 749 році отримує посаду секретаря цзєдуши (військового губернатора) в Ансі. У 755 році брав участь у придушені заколоту Ань Лушаня. У 757 році повертається до Чан'аня, де затоваришував з Ду Фу та Гао Ши. У 766 році стає головою префектури в Ченду. Але через декілька років внаслідок інтриг був звільнений. Повернувся до Чан'аня, де й помер у 770 році.

## Творчість
Усього у доробку 403 вірші. Цень Цань — автор багатьох «пейзажних» віршів, тобто малює яскраві картини війни, у яких природа і люди ціле складають єдине. Мужність, породжена суворою природою, подолання стихії, у віршах поета уживається з ліризмом, з ніжним почуттям.
У віршах Цень Цаня вражає мало не етнографічна точність, і в той же час любов до незвичайного, особливо в явищах природи. Він пише про горе у вогненних хмарах, які закрили усе небо і ніколи не розсіюється, про птахів, які не сміють долітати сюди ближче, ніж на тисячу лі. Він переповідає легенду про киплячому море, над яким не проносяться птахи.
Поет обрав чотиривірш для вираження почуттів. Може здатися, що, на відміну від більшості танських поетів, він захоплений походами і оспівує їх. Але це не зовсім так, тому що Цень Цань помічає контраст між життям знаті в поході і працею простого вояка.